# Diclorocarbene
Il diclorocarbene è l'intermedio reattivo con formula chimica: CCl2. Sebbene questa specie chimica non sia stata isolata, è un intermedio comune nella chimica organica, essendo generato dal cloroformio. Questa molecola diamagnetica piegata si inserisce rapidamente in altri legami. Il clorocarbene è un importante intermedio di reazione del saggio di Fujiwara.

## Preparazione
Il diclorocarbene è più comunemente generato dalla reazione del cloroformio e di una base come potassio terz-butossido o idrossido di sodio acquoso. Un catalizzatore di trasferimento di fase, ad esempio il bromuro benziltrietilammonio, facilita la migrazione dell'idrossido nella fase organica:
{\displaystyle {\ce {CHCl3\ +\ NaOH->:CCl2\ +\ NaCl\ +\ H2O}}}

### Altri reagenti e reazioni
Un altro precursore del diclorocarbene è il tricloroacetato di etile. Dopo il trattamento con metossido di sodio rilascia CCl2.
Il fenil(triclorometil)mercurio (C7H5Cl3Hg) si decompone termicamente per rilasciare CCl2:
{\displaystyle {\ce {PhHgCCl3->CCl2\ +\ PhHgCl}}}
La diclorodiazirina, che è stabile al buio, si decompone in diclorocarbene e azoto tramite fotolisi.
| Diclorocarbene da diclorodiazirina |
| Diclorocarbene da diclorodiazirina |

Il diclorocarbene può anche essere ottenuto mediante declorazione del tetracloruro di carbonio con magnesio con chimica ad ultrasuoni. Questo metodo è tollerante agli esteri e ai composti carbonilici perché non implica una base forte.

## Reazioni

### Con alcheni
Il diclorocarbene reagisce con gli alcheni in una cicloaddizione formale [1+2] per formare diclorociclopropani geminali. Questi possono essere ridotti a ciclopropani o idrolizzati per dare ciclopropanoni mediante idrolisi degli alogenuri geminali. I diclorociclopropani possono anche essere convertiti in alleni nel riarrangiamento di Skattebøl.

### Con fenoli
Nella reazione di Reimer-Tiemann il diclorocarbene reagisce con i fenoli per dare il prodotto ortoformilato, come per esempio da fenolo ad aldeide salicilica:

### Con ammine
Il diclorocarbene è un intermedio nella reazione della carbilammina. In questa conversione, una soluzione di diclorometano di un'ammina primaria viene trattata con cloroformio e idrossido di sodio acquoso in presenza della quantità catalitica del catalizzatore a trasferimento di fase. Illustrativa è la sintesi dell'isocianuro di terz-butile:
{\displaystyle {\ce {Me3CNH2\ +\ CHCl3\ +\ 3NaOH->Me3CNC\ +\ 3NaCl\ +\ 3H2O}}}

## Storia
Il diclorocarbene come intermedio reattivo fu proposto per la prima volta da Anton Geuther nel 1862 che considerava il cloroformio come CCl2.HCl La sua produzione fu riesaminata da Hine nel 1950 La preparazione del diclorocarbene dal cloroformio e la sua utilità in sintesi fu riportata da William von Eggers Doering nel 1954.

## Reazioni correlate
La sintesi di Doering-LaFlamme dell'allene comporta la conversione di alcheni in alleni (un'estensione della catena) con magnesio o sodio metallico attraverso la reazione iniziale dell'alchene con diclorocarbene. La stessa sequenza è incorporata nel riarrangiamento di Skattebøl in ciclopentadieni.
Strettamente correlato è il più reattivo dibromocarbene CBr2.

## Clorocarbene
Il relativo clorocarbene (ClHC) può essere generato da metillitio (CH3Li) e diclorometano. È stato utilizzato nella sintesi dello spiropentadiene.